# El Mahalla Stadion
Het El Mahalla Stadion is een multifunctioneel stadion in El-Mahalla El-Kubra, Egypte. Het wordt meestal gebruikt voor voetbalwedstrijden. De voetbalclubs Ghazl El Mahalla SC, Baladeyet El Mahalla SC en Said El Mahalla SC spelen in dit stadion hun thuiswedstrijden. In het stadion kunnen 29.000 toeschouwers. 

## Afrikaans kampioenschap voetbal
Dit stadion werd gebruikt voor de Afrika Cup. Op de Afrika Cup van 1974 werden er wedstrijden gespeeld in dit stadion. Er waren 3 groepswedstrijden die hier werden gespeeld. 
| № | Datum        | Wedstrijd           | Uitslag | Afrika Cup |
| - | ------------ | ------------------- | ------- | ---------- |
| 1 | 2 maart 1974 | Zambia – Ivoorkust  | 1 – 0   | Groepsfase |
| 2 | 4 maart 1974 | Ivoorkust – Oeganda | 2 – 2   | Groepsfase |
| 3 | 6 maart 1974 | Zambia – Oeganda    | 1 – 0   | Groepsfase |